# ان‌آاوجی ۱۰۰۴۸۳
سیارک ۱۰۰۴۸۳ (به انگلیسی: 100483 NAOJ، نامگذاری:1996US3) صد هزار و چهارصد و هشتاد و سومین سیارک کشف شده‌است که در ۳۰ اکتبر ۱۹۹۶ کشف شد.